# Lavia (Finnland)

Lage von Lavia in Finnland

Lavia [ˈlɑʋiɑ] ist ein Ort und eine ehemalige Gemeinde in Westfinnland. Sie lag rund 50 Kilometer südwestlich der Hafenstadt Pori, zu der sie seit dem 1. Januar 2015 gehört, in der Landschaft Satakunta. In Lavia wird ausschließlich Finnisch gesprochen. Die Gemeinde hatte am 30. September 2014 1906 Einwohner.
Der Ort gehörte seit dem Mittelalter zum Kirchspiel Sastamala (heute ein Teil von Vammala), ab 1639 dann zu Mouhijärvi. 1823 wurde Lavia als Kirchengemeinde selbständig, die politische Gemeinde besteht seit 1868 und umfasste bei der Auflösung neben dem Kirchdorf Lavia die Orte Aluskylä, Haunia, Kalliala, Lavia, Mustajoki, Myöntäjä, Niemenkylä, Peräkylä, Riiho und Riuttala. Die Fläche der Gemeinde betrug 357,80 km². Das Gemeindezentrum liegt am Ostufer des 34 Quadratkilometer großen langgestreckten Sees Karhijärvi, der das Gemeindegebiet von Ost nach West durchzieht.
Der historische Ortskern des Kirchdorfs weist noch einige Holzhäuser aus dem 19. Jahrhundert auf. Die Pfarrkirche des Ortes wurde 1823 von Charles Bassi errichtet, die angrenzende Pfarrei um 1870. Zu den Kulturdenkmälern der Gemeinde zählen weiterhin einige bronzezeitliche Grabhügel am Ufer des Karhijärvi sowie die alten Steinbrücken von Susikoski und  Sampakoski. 
Hatte Lavia um 1950 noch 5.400 Einwohner, so hat sich die Bevölkerungszahl in der strukturschwachen Gemeinde seither mehr als halbiert. Rund ein Drittel der Erwerbstätigen sind in Land- und Forstwirtschaft beschäftigt, rund die Hälfte im Dienstleistungssektor.

## Wappen

Wappen der ehemaligen Gemeinde Lavia

Beschreibung des Wappens: Das Wappen ist in blau und silber geteilt.

## Persönlichkeiten
- Mette Baas (* 2000), Sprinterin